# Lycosinae
Lycosinae Sundevall, 1833 è una sottofamiglia di ragni appartenente alla famiglia Lycosidae.

## Caratteristiche
Sono ragni di grandezza medio-grande, da 2 a 30 millimetri. Il cefalotorace ha pars cephalica di norma alta, raramente stretta; sfoggiano da 1 a 3 distinte bande longitudinali; il pattern oculare è quadrangolare.
L'opistosoma ha la colorazione di base come tutti gli altri Lycosoidea; possiede peli seghettati moderatamente luccicanti e spicole ventrali addominali.
Il pedipalpo ha l'embolo prossimale con spira basale; l'apofisi mediana è sottile e fortemente sclerotizzata.
L'epigino ha una placca mediana a forma di "T" rovesciata con tasche anteriori. La ragnatela, ove presente, è a forma di imbuto; generalmente non viene intessuta.

## Distribuzione
I 58 generi oggi noti di questa sottofamiglia hanno, globalmente, diffusione cosmopolita.

## Tassonomia
Attualmente, a dicembre 2021, è costituita da 58 generi:
1. Adelocosa Gertsch, 1973 - Isole Hawaii
2. Alopecosa Simon, 1885 - pressoché cosmopolita
3. Anomalomma Simon, 1890 - Pakistan, Giava, Zimbabwe
4. Arctosippa Roewer, 1960 - Perù
5. Arctosomma Roewer, 1960 - Etiopia
6. Auloniella Roewer, 1960 - Tanzania
7. Birabenia Mello-Leitão, 1941 - Argentina
8. Bogdocosa Ponomarev & Belosludtsev, 2008 - Russia
9. Brevilabus Strand, 1908 - Costa d'Avorio, Senegal, Etiopia
10. Camptocosa Dondale, Jiménez & Nieto, 2005 - USA, Messico
11. Costacosa Framenau & Leung, 2013 - Australia occidentale
12. Crocodilosa Caporiacco, 1947 - India, Egitto, Africa orientale, Myanmar
13. Cynosa Caporiacco, 1933 - Africa settentrionale
14. Dejerosa Roewer, 1960 - Mozambico
15. Deliriosa Kovblyuk, 2009 - Ucraina
16. Dingosa Roewer, 1955 - Australia meridionale, Perù, Brasile
17. Dolocosa Roewer, 1960 - Isola di Sant'Elena
18. Edenticosa Roewer, 1960 - Isola di Bioko
19. Geolycosa Montgomery, 1904 - Iran, Etiopia, Congo, Paraguay, Argentina, USA, Camerun, Angola
20. Gladicosa Brady, 1987 - USA, Canada
21. Halocosa Azarkina & Trilikauskas, 2019 - Ucraina, Russia (Russia europea, Caucaso, Siberia occidentale), Azerbaigian, Iran, Kazakistan, Asia centrale, Cina
22. Hesperocosa Gertsch & Wallace, 1937 - USA
23. Hoggicosa Roewer, 1960 - Australia
24. Hogna Simon, 1885 - cosmopolita
25. Hognoides Roewer, 1960 - Tanzania, Madagascar
26. Hyaenosa Caporiacco, 1940 - Africa settentrionale, Asia centrale, Etiopia, Ruanda
27. Karakumosa Logunov & Ponomarev, 2020 - Kazakistan, Afghanistan, Uzbekistan, Turkmenistan, Kirghizistan
28. Knoelle Framenau, 2006 - Australia
29. Loculla Simon, 1910 - São Tomé, Tanzania, Congo, Iran
30. Lycosa Latreille, 1804 - cosmopolita
31. Mainosa Framenau, 2006 - Australia occidentale e meridionale
32. Malimbosa Roewer, 1960 - Africa occidentale
33. Megarctosa Caporiacco, 1948 - Africa settentrionale, Camerun, Afghanistan, Mongolia, Grecia, Etiopia
34. Molitorosa Roewer, 1960 - Brasile
35. Mustelicosa Roewer, 1960 - Russia, Ucraina, Turkmenistan, Mongolia, Cina
36. Nukuhiva Berland, 1935 - isola Marchesi
37. Oculicosa Zyuzin, 1993 - Kazakistan
38. Ocyale Audouin, 1826 - Africa centrale e meridionale, Perù, Pakistan, India
39. Orinocosa Chamberlin, 1916 - Africa meridionale, Egitto, Costa d'Avorio, Paraguay, Iran, Perù, Argentina, Nuovo Galles del Sud
40. Ovia Sankaran, Malamel & Sebastian, 2017 - India, Cina, Taiwan
41. Paratrochosina Roewer, 1960 - Argentina, Russia, Canada, Alaska
42. Pardosella Caporiacco, 1939 - Etiopia, Tanzania
43. Pavocosa Roewer, 1960- Brasile, Argentina, Thailandia, Isole Caroline
44. Portacosa Framenau, 2017 - Australia (genere monospecifico)
45. Prolycosides Mello-Leitao, 1942 - Argentina
46. Rabidosa Roewer, 1960 - America settentrionale
47. Schizocosa Chamberlin, 1904 - cosmopolita, ad eccezione dell'Oceania
48. Serratacosa Wang, Peng & Zhang, 2021 - Himalaya (Cina, India, Bhutan)
49. Tapetosa Framenau, Main, Harvey & Waldock, 2009 - Australia occidentale
50. Tasmanicosa Roewer, 1959 - Australia, Tasmania
51. Tigrosa Brady, 2012 - USA, Canada
52. Trochosa C. L. Koch, 1847 - cosmopolita
53. Tuberculosa Framenau & Yoo, 2006 - Queensland, Territorio del Nord
54. Varacosa Chamberlin & Ivie, 1942 - USA, Canada, Messico
55. Venator Hogg, 1900 - Victoria (Australia)
56. Venatrix Roewer, 1960 - Australia, Tasmania, Filippine, Micronesia
57. Vesubia Simon, 1910 - Italia, Polinesia, Russia, Turkmenistan
58. Zyuzicosa Logunov, 2010 - Asia centrale (Uzbekistan, Afghanistan, Kazakistan, Tagikistan)